# Codocera tuberculata
Codocera tuberculata es una especie de coleóptero de la familia Ochodaeidae.

## Distribución geográfica
Habita en Asia Central.